# Platte City
Platte City är administrativ huvudort i Platte County i Missouri. Orten grundades år 1840 som countyhuvudort.